# イサ・ハリム
ムハンマド・イサ・ビン・アブドゥル・ハリム（Mohammad Isa bin Abdul Halim、1986年5月15日 - ）は、シンガポールの元サッカー選手。現役時代のポジションは守備的MFで元シンガポール代表。また、シンガポール・ライオンズXIIの元主将である。

## 経歴
ウッドランド・ウェリントンFCでプロのキャリアを始めた彼は、ヤング・ライオンズ、ホーム・ユナイテッドの順に移籍した。その後、シンガポール・ライオンズXIIに移籍し、2014年度は同チームの主将を務めると、2015年6月27日にタンピネス・ローバースFCへ移籍した、これには嘗て監督としてお世話になったヴァラダラジュ・スンドラモールシーが関っている。

## 代表歴
代表デビューは2005年10月11日のカンボジア戦である。
2007年の東南アジアサッカー選手権では同国の優勝に貢献している。
また、U-23代表として2005年、2007年の東南アジア競技大会にも参加し銅メダルを獲得している。

## 人物
2007年11月のインタビューによると、彼はシンガポール代表のマレーシア戦を祖父と見てサッカーに興味を持ったと言う。こうしてグリーンリッジ中学校で13歳にしてサッカーを始めた。しかしその二年後にはシンガポールのU-16代表に選出され、ウッドランド・ウェリントンFCに所属する事になったのである。
ライオネル・ルイスのようにアディダスのシンガポールに於けるサッカーの広告塔としても活躍した。2008年2月には、リオネル・メッシ、アリエン・ロッベン、ダビド・ビジャのような世界に名を知られたサッカー選手と共にバルセロナで開かれたアディダスのF50 TUNiTの世界的な発表会に出席した。その後、シー・ジアイー、ジュマアト・ジャンタン、ライオネル・ルイス等と同様にPUMAへとスポンサーを変えた。

## 個人成績

### 代表
代表での得点
| No | 日附          | 場所                                 | 対戦相手 | 得点 | 結果 | 大会                                |
| -- | ------------- | ------------------------------------ | -------- | ---- | ---- | ----------------------------------- |
| 1  | 2012年2月29日 | ドーハ・グランド・ハマド・スタジアム | イラク   | 3–1  | 7–1  | 2014 FIFAワールドカップ・アジア予選 |

## タイトル

### クラブ
シンガポール・ライオンズXII
- マレーシア・スーパーリーグ: 2013
- マレーシアカップ: 2015

### 代表
シンガポール
- 東南アジアサッカー選手権: 2007, 2012
- 東南アジア競技大会: 銅 – 2007